# 2022年に発覚した自衛隊での性被害
2022年に発覚した自衛隊での性被害（2022ねんにはっかくしたじえいたいでのせいひがい）とは、元陸上自衛隊1等陸士の五ノ井里奈が2022年6月に告白したことで発覚した、自衛隊内での性暴力ないし性被害である。
五ノ井が実名で声を上げて世論に訴えた結果、防衛省が異例の特別防衛監察を実施することとなった。また、当初は不起訴とした検察も再捜査に着手した。
五ノ井はこの活動によりアメリカ『TIME』誌が選出するタイム100に英利アルフィヤと共に選出された。

## 事件の概要
五ノ井は2020年4月に陸上自衛隊に入隊し、福島県の郡山駐屯地に配属された。部隊では女性は1割に満たず、廊下で男性隊員に抱きつかれる・宴会で胸を触られる等のセクハラが頻繁に行われた。勤務中に男性隊員が「柔道しようぜ」と言いながら五ノ井の腰をつかまえ、バックのような体勢で腰を振ってくることもあったという。

### 2021年
6月、山での訓練において、五ノ井は狭いテントに押し込まれ、胸を揉まれる、キスをされる、男性隊員の陰部を触らせられるなどの被害を受けた。この日の事件は中隊長に報告されたが、加害者から「セクハラじゃなくて、コミュニケーションの一部だもんな」と言われた五ノ井は、上下関係の厳しい自衛隊内での関係もあり「何もありません」と報告した。
8月、五ノ井は地方での訓練に参加した。夜の宴会で五ノ井が食事の準備をしていると、「食事はいいから接待して」と宴会の輪の中に座らされた。すると男性隊員Bが五ノ井に柔道の技をかけて倒し、脚を無理やりこじ開け、馬乗りになって下半身を押し付け、腰を振るなどした。別の男性隊員CとDも同様の行為を行ったとされる。
この性被害の後、五ノ井は適応障害と診断され、自衛隊を休職した。自衛隊の総務・人事課にあたる本部1科にも報告したが、期待する回答は得られなかった。警務隊にも被害届を出し、2021年9月に現場検証を行った。

### 2022年
男性隊員3名は強制わいせつの容疑で書類送検されたが、5月31日、福島地検は不起訴処分とした。これを受け、五ノ井は追加の証拠を集め、6月7日に検察審査会に不服申し立てを行った。
6月、五ノ井は自衛隊を退職した。6月末に五ノ井がYouTubeで自身の性被害を公表した直後から、動画のコメントやTwitterのダイレクトメッセージに、激しい誹謗中傷や五ノ井の容姿に対する侮辱が殺到した。五ノ井は「名前を出すリスクは覚悟していたがここまでひどいとは思わなかった。生きている意味があるのか？と考えた時もあった」と振り返った。
8月31日、五ノ井は公正な調査と再発防止を求める要望書と署名簿を防衛省に提出した。提出前に行われた五ノ井の呼びかけにより、自衛隊でのハラスメント事例が100件以上寄せられ、署名は約10万6000人分集まった。

## 対応

### 検察
2022年9月9日、郡山検察審査会が9月7日付で「不起訴不当」と議決したことが明らかになった。これにより、2022年5月に不起訴処分とした判断を覆し、捜査を再開するとみられている。

### 防衛省

#### 特別防衛監察の開始
2022年9月6日、防衛省はハラスメントに関する特別防衛監察を実施すると発表した。特別防衛監察の実施は2017年の南スーダンでのPKO日報隠蔽問題以来5年ぶり6回目であり、ハラスメントに関する実施は初めてである。
浜田靖一防衛大臣は9月6日の記者会見で「防衛省・自衛隊では長くハラスメントの防止対策に取り組んできたが、相談件数は増加の一途をたどるなど、引き続き重大な問題となっている。ハラスメントは基本的人権の侵害であり、あってはならないことだ」と述べ、抜本的な対策を考える有識者会議の設置も明らかにした。
2022年9月13日、防衛省は特別防衛監察を開始した。10月末を締め切りとして、約30万人の全自衛隊員を対象にハラスメントの被害実態を調べる。調査結果は一般公開される予定である。
2022年12月15日、防衛省は、省下の全組織に対する特別防衛監察にて、11月末までに1414件のハラスメント被害の申告があったのを発表した。パワーハラスメントが1256件、セクシャルハラスメントが116件、マタニティハラスメントが34件、その他の被害が91件となっている。

#### 事実認定
2022年9月29日、防衛省は定例記者会見で、五ノ井に対して自衛隊内で複数の男性隊員から性暴力があった事実を認めた。陸上幕僚長吉田圭秀は「陸上自衛隊を代表して、深く謝罪申し上げます」と頭を下げた。また陸上自衛隊の公式ウェブサイトにも「陸上幕僚長より皆さまへ」と題した謝罪文が掲載された。防衛省は五ノ井の所属部隊内で「性的な発言や人体へ接触が日常的に公然とされていたこと」、五ノ井に対しては、2020年秋に「警衛所で勤務中に複数の隊員から体を触られたこと」、2021年6月に「訓練で設営したテントの中で隊員から性的な身体接触や発言をされた」こと、そして2021年8月の「訓練中に宿舎で押し倒されて身体接触をされ、加害隊員が五ノ井に口止めを行っていたこと」を、性被害として認定した。五ノ井の訴えで2021年8月に調査を開始して以降、五ノ井や郡山駐屯地の隊員100人ほどに聞き取り調査をした結果、周囲に同様の性暴力被害に遭った女性隊員がいたことも認めた。防衛省の調査は継続中で、詳細を確認して関係者の懲戒処分を行う方針である。吉田は「実名を公表して被害を訴えている重みや心痛も考慮した」と説明し。また同日、衆議院議員会館にて、防衛省人事教育局長町田一仁と陸上幕僚幹部人事教育部長藤岡史生が五ノ井に面会し、ともに謝罪した。その後の記者会見で、五ノ井は涙を流しながら「性被害を認められたのは本当に遅いと思っている。加害者にも直接謝罪に来てほしい。このようなことが二度とないように、根本的に改善してほしい」と述べた。また五ノ井が陸上自衛隊を退職する際、母親に「一切の異議を申し立てません」という同意書を書かせた点も「ハラスメントで退職した人には本当に辛い」と改善を求めたのに対し、藤岡は「同意書を書かなければならないという明確な規則はなく、誤解や辛い思いをさせないように対応したい」と返答した。
防衛大臣浜田靖一は、9月30日の定例記者会見にて、この問題について「上官の対応、複数の事案の存在も含め、極めて深刻な事案であり、誠に遺憾であります。私としては、被害者の方の置かれている状況を踏まえ、入念な調査を行うよう指示し、このたび事実関係が確認されたため、これを速やかに明らかにすることが重要との認識のもと、今般、公表したものであります。今後、速やかに懲戒処分を実施するとともに、陸上自衛隊のみならず、防衛省全体として、このような事案が生起しないよう、なお一層しっかりと、ハラスメント防止対策に取り組んでまいります」と述べた。
2022年10月14日、 立憲民主党の会合内にて、五ノ井が10月17日に性暴力加害に関与した男性隊員4人と会って直接謝罪を受けることが判明した。これを受け、防衛大臣浜田靖一は、閣議後の定例記者会見で、記者の質問に対し「自衛隊員に対しては服務教育の一環として結節を捉え、規律心や責任感、公徳心などについて指導を行っているところであり、謝罪については本人の意思が重要であると認識しております」「この件に関してはですね、我々ハラスメントのこの問題というのは部隊行動を基本にする防衛省・自衛隊において隊員間では決してあってはならないことであり、組織で許さないという強い姿勢をもってその根絶を図る必要があると考えております」と答弁した。また、加害者の懲戒処分についても「処分の慎重を期す観点から、自衛隊法施行規則において規定された重層的な手続きを進める必要があります。このため、懲戒処分の完了の見通しも一概に申し上げることは困難でありますが、いずれにいたしましても速やかに懲戒処分を実施し、公表する考えでおります」と答弁した。
2022年12月16日、防衛大臣浜田靖一は、定例記者会見での記者からの質問に対して、「元自衛官に対する、性暴力を含むセクシュアル・ハラスメントについては、昨日、陸上自衛隊において懲戒処分を実施し、その結果を公表いたしました。本事案は、従来行ってきた、防衛省のハラスメント防止対策の効果が、組織全体まで行き届いていなかったことの表れであり、極めて深刻で、誠に遺憾であります。ハラスメントは、隊員相互の信頼関係を失墜させ、自衛隊の精強性を揺るがす決してあってはならないものであるとの認識の下、特別防衛監察を着実に実施するとともに、昨日、第1回目の開催をした、有識者会議における検討結果を踏まえて抜本的な対策を確立し、なお一層しっかりと防止対策に取り組んでまいりたいと考えております。」と回答した
。また、前日に発表された特別防衛監察の中間発表についての質問には、「ハラスメント根絶のためにはですね、徹底した調査を行うことが不可欠であるとの考えの下、防衛監察本部において、全自衛隊を対象とした特別防衛監察を実施し、ハラスメント被害の申出を依頼した結果、今、お話にありましたように、11月末までに合計1414件の申出があったところであります。ハラスメント被害の申出件数の中には、調査を求めないものや、申出者と連絡がとれないものなども含まれているため、件数のみで評価はできませんが、これまでの申出があったことについては、現在、防衛省・自衛隊のハラスメント被害の実態を反映しているものであると重く受け止めております。引き続き、申出のあった被害状況等を確認するとともに、徹底的なハラスメントの実態把握と事実究明に努めてまいりたいと考えております。」 と回答した。

### 謝罪と記者会見
2022年10月17日の午前、五ノ井は自分への性暴力に関与した男性隊員のうち4人と、非公開の場で直接の謝罪を受けた。五ノ井は午後に記者会見を行い、以下の内容を明らかにした。五ノ井は男性隊員4人から、1人ずつ、1時間程度の謝罪を受け、4人中3人は土下座し、涙ながらに謝る隊員もいた。五ノ井は「今まで事実が認められず、本人たちから事実を否定されることがあった。会う前は、怖さやいろんな感情があったが、謝罪を目的としてきたため、強い気持ちをもって加害者たちの前に立った」「謝罪を受けた時は涙が流れた。遅いと思いつつも、やっとこの日が来たと思った」とその際の心境を述べた。五ノ井がなぜ最初に加害を認めなかったのかを問うと「家族に知られたくなかった」「他の隊員を擁護した」などの返答があった。しかし男性隊員の中には「AさんがYouTubeやインターネットで勇気を出して真実を話している姿を見て、本当のことを話したいと思うようになった」と告げた者もあった。五ノ井は加害者から受け取った「自衛隊で活躍したいという夢を、私の軽率な行動で壊してしまい、大変申し訳なかった」などと書かれた手紙を読み上げた。なお「隊員たちの家族に配慮した」という五ノ井の要望により、謝罪の手紙には加害者の男性隊員らの名前は書かれず無記名だった。
五ノ井は記者会見で「謝罪で許される問題ではなく、私の一生の傷なので、自分の行ったことに責任を持ち、罪を償ってほしい」と述べた。そして五ノ井は男性隊員らの家族にも配慮を示し、加害隊員4人に対して、「4人にも妻や子がいて、皆が加害者の訓練からの帰りを信じて待っている。その中での性犯罪行為は、私だけではなく、家族への裏切りであるとも思う」と言い、加害者たちに「信じている人を二度と悲しませないように肝に銘じて、これからは罪を償いながら生きてほしい」と伝えた。
記者会見の最後に、五ノ井は「先の見えない戦いだったが、毎日多くのことを言われながらも、自分だけを信じて進んできた。加害者からの直接謝罪は本当に遅かったが、私の目的が果たされたので、これで一区切りとする」と言い、この直接謝罪を区切りとして、今後は検察の捜査に委ねるとの考えを示した。そして「ここに至るまで本当に多数の協力があり、この場を借りて、本当に心から感謝する」と協力者に深謝を述べた。「今後は被害者としてではなく一人の人間として、人の笑顔や人のためにできることをしたり、とにかく自分らしい生き方をしたい」という想いを出して記者会見を終えた。
また同日、男性隊員4人は自衛隊を退職する意向で、処分を待っている段階であることを明らかにした。捜査当局に対しても性加害の事実を認め、「嘘をつかずに正直に話す」「事実を認めて罪を償う」ことを約束した。また他の女性隊員への性加害にも言及した。
五ノ井は、他に性被害を受けた隊員についても「特別防衛監察で被害を申告した隊員が退職することがないようにしてもらいたい。解決のために慎重に対応してほしい」と述べた。
2022年12月19日、五ノ井は日本外国特派員協会で記者会見して、自身への性暴力加害に関与した元隊員3人から示談の申し出があったのを発表した。元隊員からは一人当たり30万円の示談金を提示され、五ノ井は応じるつもりだったものの、元隊員の代理人弁護士から、「個人の責任を問われる事案なのかに疑義がある」と言われたため、五ノ井は「金額よりもこの一言で、自身の被害を軽く見られているのではないか」と言った。その上で、元隊員側に「性加害行為をどう受け止め、どう責任を取るのか」と質問し、回答を待ち受けている状態である。国家賠償請求訴訟の提起も検討している。6月に自衛隊を退官し、youtubeで性被害を告発し始めた後、五ノ井のもとにSNS上で匿名の匿名の誹謗中傷が殺到し、一部の悪質なものには警察に被害届を提出したことも発表した。
五ノ井は会見で、「所属していた部隊ではセクハラがコミュニケーションのように横行し、感覚がマヒしていた」と回顧し、「自衛隊は変わると信じている。そうでなければ、私が性被害を告発した意味がない」と声を上げた。
2022年12月22日、五ノ井は「依願退職」だった陸上自衛隊から公務災害に認定され、一等陸士から陸士長に一階級昇進の上での退職に改められたことを、自身のTwitterで公表した。

### 報道
2022年10月5日の『ABEMA Prime』に生出演した五ノ井は、記者会見で「遅い」と述べた経緯について「これは1日あれば終わっている話だ。私が求めているのは謝罪。口裏合わせがあったり、隠蔽があったりでこれだけ長引いて、大事になって再調査が行われて、事実が認められた。調査を最初の段階でやっていれば私は辞めなかっただろう。どれだけ最初の調査を疎かにしていたかというのが今回でわかったと思う」と語った。また「声が上がるだけではなくて、その先に解決がないと意味がない」として「加害者の人たちにはもちろん謝罪してほしいが、告発したもう1つの目的は根本的な自衛隊の改善だ。今までにもこういう事例、セクハラやパワハラをされて訴えて、裁判で解決したというのもすごいことだが、私としては新隊員の女性、男性の両方が働きやすい環境になってほしい」と訴えた。また五ノ井は「全自衛隊員がこういうわけではなくて、本当に素晴らしい職業だと思っている」と述べた上で「こういう被害にあったと女性に伝えても、『これぐらい普通だよ』という答えが返ってくることもあった。それは麻痺している状態なので、どこまでがセクハラでどこまでがパワハラなのか、全隊員に対してハラスメントをもう一回しっかり教育する必要があると思う」と語った。
また同番組には、海上自衛隊の元一等海佐で女性幹部自衛官の草分け的存在であり、奈良女子大学の非常勤講師も務めた竹本三保も出演し、「私が（自衛隊に）入ったのはまだ男女雇用機会均等法も定まっていない頃のこと。元来が男性社会だし、その意識がある中に突っ込んでいった。当時は『女の子が何しに来たの？』というような全体の雰囲気だった。私は幹部候補生として入ったが、隊員の中にはAさんのように辛い思いをされた事例があったことは間違いない。この期に及んでもまだあるのかというのが明るみに出て、ちょっと唖然とした」と述べた。学校校長の経験もある竹本は、今回の事件を「いじめの体質と似ていると思う。男女は関係なくリーダーシップの問題で、部隊指揮官などの組織の長が腹をくくって、小さな芽のうちにきっちり洗い出して摘み取らないと、問題の解決は難しい」と指摘した。また竹本は吉田圭秀の謝罪にも触れ「今回は陸上幕僚長が自ら謝られた。一緒に勤務したこともある方で、これから大鉈を振るわれるのではないか。そこに期待したい」と述べた。
五ノ井が受けた今回の性被害問題について、防衛大学校出身で『防大女子』の著書もあるフリーランス記者である松田小牧は、毎日新聞の取材に対し「告発後、自衛官たちを取材すると『こんなことがあってはならない』『こんな事案は自分の周りでは聞いたことがない』と言う人がほとんどだったが、一方で皆『自衛隊にはセクハラやパワハラがある』とも答える」という。その理由として、ハラスメントに対する問題がきちんと認識されてなく、その行為がセクハラである認識していない人がいることも影響している。自衛隊は階級社会で声を上げづらく、「強さ」が大事とされる自衛隊の中で、ハラスメントを公表することは「弱い」と受け取られる風潮があるため助けを求めづらく、耐えたり無理をしてしまう人が少なくない。陸上自衛隊の戦闘職種は女性隊員が非常に少なく「厳しいことに耐えてこそ一人前」と思ってハラスメントにも耐えてしまう。自衛隊の中で隊員の誰かがハラスメントを制止するときに「ノリが悪い」などと否定されない環境が必要だ。自衛隊員も一人の人間で、人格を否定してまで耐えることはないという教育も必要である、という意見を述べた。また松田は吉田圭秀の謝罪について「前々からハラスメント対策を計画していたようで、今回の謝罪は忸怩たるものがあっての事ではないか。先任の幕僚長だったら、これだけ早い謝罪はなかっただろう」と評価した。しかし一方で「自衛隊の体質は変わらないと見ている人は少なくない。過去にも似たような事案があっても変わることはなく、『Aさんが受けたほどの被害の事案はない』『ハラスメントに敏感な時代にリスクのあることはしない』『俺たちは恥じることを何もしていない』という声がある」「震えているのは上層部や、Aさんのいた郡山駐屯地などのごく一部で、その他の多くの自衛官は『あってはならないこと』と思いつつ、どこか他人事のように受け止めているのが実態だ。ハラスメントの被害実態を調べる特別防衛監察が始動したが、効力を持って状況改善になるかは半信半疑だ」と、自衛隊の体質改善については疑問を呈した。そして「今回の件では、女性が人として尊重されていなかった。ハラスメントの前に、自衛官の任務は国防であることを再認識するべき。危険な任務を想定している組織において、最も重要なのは信頼関係。　男女関係なく、一人ひとりの人間性を確認しながら信頼関係を構築することが、一番のハラスメント防止ではないか」と、自衛隊の本質について分析した。そして自衛隊の内部で声を上げにくく性被害をもみ消されてしまう風潮が続けば、五ノ井のように外部に告発するしかなくなると危惧し「自衛隊は、五ノ井のような外部告発が他に出てくることを恐れている。野党に自衛隊を攻撃する口実を与えるし、「自衛隊の名誉を汚すな」と罵倒する声も出てくるからである」と述べた。
これまで数多くの性暴力問題を扱ってきた弁護士の角田由紀子は「なぜ謝罪にここまでの時間がかかったのか」と、自衛隊の組織構造の問題を指摘した。「加害者も組織も、人の尊厳が傷ついたと分かれば、内部告発の時点で謝罪していただろう。五ノ井が自分の人権侵害を自衛隊という組織の外に発信するしか道がなかったのはなぜか？なぜ被害者が特別な勇気を使わなければならない状況になってしまったのか？」と疑問を呈し、「ハラスメントは不均衡な力関係から起こる。階級社会で上意下達が基本の自衛隊では被害が発生しやすく、『民主的で人権を保障する』組織に変わるくらいの宣言が必要ではないか」と提言した。さらに、日本の国内法ではハラスメント自体を禁じる法律がなく、国際労働機関の「仕事の世界における暴力及びハラスメントの撤廃に関する条約」も批准していないことから、「ハラスメントに対する最適な法がないため、真の被害救済には国内法の整備が必要である」と指摘した。また、性被害をめぐる社会風潮にも、「かつて、男性が「女性の尻を触るのは人間関係の潤滑油だ」と言った街頭インタビューが忘れられない。そのような報道もまかり取っていたが、近年は「＃MeToo」運動の広まりなどで少しずつだが世論は動いている。あとは自衛隊の組織改革も含めて、政治が動かなければならない」と、時代の変化を述べた。
また五ノ井の告発に対し、伊藤詩織は「『#metoo』で社会の流れが変わったとはいえ、孤立無援の気持ちがあったはず。大きな組織に良く立ち向かってくれた」と労り、安田菜津紀は「性被害者がこれだけの労力と誹謗中傷を被らなければ、被害を認定されない構造は変えなければならない」と延べた。
2022年12月1日、五ノ井は、フィナンシャルタイムズの2022年版「最も影響を与えた25人の女性」の一人に選出された。2023年9月にはTIMEの「次世代の100人」2023年版に選出された。

### 懲戒
2022年12月15日、防衛省は五ノ井からの性暴力被害申告をほぼ全面に認定し、直接的に性加害に関与した5人の隊員（1等陸曹から3等陸曹）を懲戒免職に、五ノ井から性被害の申告を受けたものの大隊長に報告しなかった中隊長（1等陸尉）を停職6か月に、別件で五ノ井に性的発言をした3等陸尉に訓戒、そして監督責任を問われた大隊長（2等陸佐）と連隊長（1等陸佐）が注意などの処分に付されたと発表した。処分対象者は全員男性で、全員事実関係を認めている。一方、今回懲戒免職となった隊員が、別の女性隊員にもセクハラを行っていたことも判明した
。
陸上幕僚長吉田圭秀は、15日の定例記者会見にて、「ハラスメントを許さない組織風土にするため、施策を徹底する」と言った。この定例記者会見について、五ノ井は自身のTwitterにて「処分の重さに関係なく、誠意をもって責任を取ってほしい」と投稿した。

### 民事裁判
2023年1月30日、五ノ井は日本記者クラブで弁護士同席のもとに記者会見し、性加害を行った元隊員の男性5人と国に対し、合計750万円の損害賠償請求を、横浜地方裁判所に民事訴訟を出した。代理人の弁護士は男性5人に対して合計550万円、また、五ノ井が性被害を訴えた時に適切な対応を取らなかったことが安全配慮義務違反に当たるとして、国家賠償法に基づいた200万円を請求した。記者会見中、五ノ井は「できることなら訴訟はしたくなかったが、12月の示談交渉以降は加害者側から回答がなく、このままでは反省のないままハラスメントが続いていくのではないか」と考えて訴訟を決意し、性被害の再発を止めることが提訴の目的だと説明した。記者会見中、五ノ井は「私は自衛隊が今でも好きで、自衛隊員は素晴らしい職業である。女性が安心して勤務できる環境になってほしい」と、何度も強調した。
うち1人とは2023年10月3日付で横浜地裁で和解が成立した。和解調書によると、この元自衛官が五ノ井に対して行った性的暴行やセクハラを深く謝罪し、和解金の支払い義務があることを認める内容などで合意した。和解したのは、強制わいせつ罪で有罪判決を受けた3人とは別の元自衛官だという。2024年7月9日には有罪判決を受けた元隊員3人と和解が成立した。3人の代理人から和解の申し出があり、3人が謝罪した上で一定の金銭を支払うとの内容だという。五ノ井は和解について「この3年間、長かった。いったん区切りではあるが、もう1人と国との裁判は続いている」とコメントしている。

### 刑事裁判
2023年3月17日、福島地方検察庁は、五ノ井への性暴力被害に関与した、当時の3等陸曹3人を、強制わいせつ罪で在宅起訴した。この3人は地検郡山支部が2022年5月に不起訴処分としていたが、郡山検察審査会が2022年9月に「不起訴不当」と議決していた。同年12月12日、福島地方裁判所は3人にいずれも懲役2年、執行猶予4年の判決を言い渡した。検察側、弁護側とも期限の26日までに控訴しなかったため、27日にこの判決が確定した。

### 関連事件
2023年7月25日、五ノ井を中傷する書き込みをインターネット上にしたとして、神奈川県警察は40代の男を侮辱容疑で書類送検した。10月13日、横浜区検が男を侮辱罪で略式起訴した。関係者によると男は現職の自衛官だという。同月20日、木原稔防衛大臣は略式起訴されたのは陸上自衛隊施設学校所属の幹部自衛官だと明らかにした。「国民の信頼を著しく損ねるものであり誠に遺憾だ。陸自が事実関係を調査中で、判明した事実に基づき厳正に対処する」と述べた。